# (23645) 1997 BJ2
(23645) 1997 BJ2 est un astéroïde de la ceinture principale d'astéroïdes découvert en 1997.

## Description
(23645) 1997 BJ2 est découvert le 30 janvier 1997 par Takao Kobayashi, à l'observatoire astronomique d'Ōizumi, situé à Ōizumi, dans la préfecture de Gunma, au Japon.

### Caractéristiques orbitales
L'orbite de cet astéroïde est caractérisée par un demi-grand axe de 2,30 UA, un périhélie de 2,11 UA, une excentricité de 0,08 et une inclinaison de 6,51° par rapport à l'écliptique. Du fait de ces caractéristiques, à savoir un demi-grand axe compris entre 2 et 3,2 UA et un périhélie supérieur à 1,666 UA, il est classé, selon la JPL Small-Body Database, comme objet de la ceinture principale d'astéroïdes.

### Caractéristiques physiques
(23645) 1997 BJ2 a une magnitude absolue (H) de 15,2 et un albédo estimé à 0,196., 